# Lophiostoma vagans
Lophiostoma vagans är en svampart som beskrevs av Fabre 1879. Lophiostoma vagans ingår i släktet Lophiostoma och familjen Lophiostomataceae.   Inga underarter finns listade i Catalogue of Life.